# Krasnohorivka
Krasnogorovka
Krasnohorivka (ukrainien : Красногорівка) ou Krasnogorovka (russe : Красногоровка), « montagne rouge », est une ville de l’oblast de Donetsk.
Sa population s’élevait à 29 habitants en 2025.

## Géographie
Krasnohorivka est située sur la rivière Lozovoï, à 23 km à l'ouest de Donetsk.

## Histoire

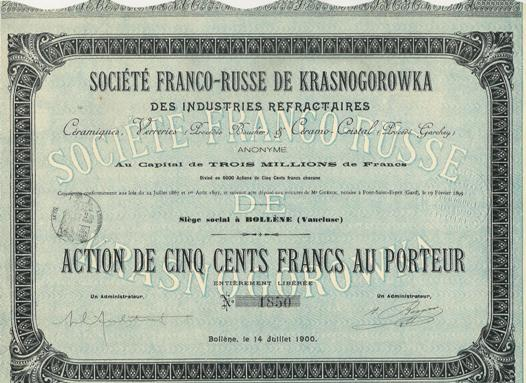
Action de la Société franco-russe de Krasnogorowka.

Krasnogorovka est fondée à la fin du XIXe siècle. En 1895 une usine de matériaux réfractaires y est construite par la Société franco-russe de Krasnogorowka.
Elle a le statut de ville en 1938.
La ville est occupée par l'armée allemande le 19 octobre 1941, et libérée par l'Armée rouge le 10 septembre 1943 au cours de l'opération Donbass du front du Sud grâce aux forces de la 5e armée avec le 31e corps de fusiliers de la Garde, comprenant la 40e division de fusiliers de la Garde, la 4e division de fusiliers de la Garde, la 34e division de fusiliers de la Garde.
En 1989, Krasnogorovka est composée de 18 900 habitants qui vivent principalement de l'économie de l'usine.

### XXIesiècle
Pendant l'été 2014, la ville est le théâtre de combats de la guerre du Donbass entre forces loyalistes et forces séparatistes de la république populaire de Donetsk qui l'avaient prise quatre mois plus tôt.
Elle est reprise par l'armée ukrainienne en août 2014.
Le 27 février 2024, les forces russes attaquent par le sud-est puis entrent dans la ville.
Le lendemain les soldats de la 3e brigade d'assaut ukrainienne annoncent avoir repoussé les forces russes hors de la ville.
En juillet 2024, la majeure partie de la ville a été capturée par les forces armées russes. Des images géolocalisées du 10 septembre 2024, analysées par l'Institut d'étude de la guerre , indiquent le contrôle de la ville par les forces armées russes. 

## Population
Recensements (*) ou estimations de la population :
| 1939*  | 1959*  | 1970*  | 1979*  | 1989*  |
| ------ | ------ | ------ | ------ | ------ |
| 13 562 | 17 553 | 19 143 | 18 123 | 18 892 |

| 2001*  | 2010   | 2011   | 2012   | 2013   |
| ------ | ------ | ------ | ------ | ------ |
| 16 714 | 16 056 | 16 003 | 15 960 | 15 937 |

### Personnalités liées
L'artiste Mykola Chmatko y est né.

## Économie
Krasnohorivka est une ville industrielle. La principale entreprise, Krasnogorovski ogneouporny zavod (en russe : ОАО Красногоровский огнеупорный завод), fabrique des matériaux réfractaires et emploie 1 680 salariés (2006). 

## Galerie d'images

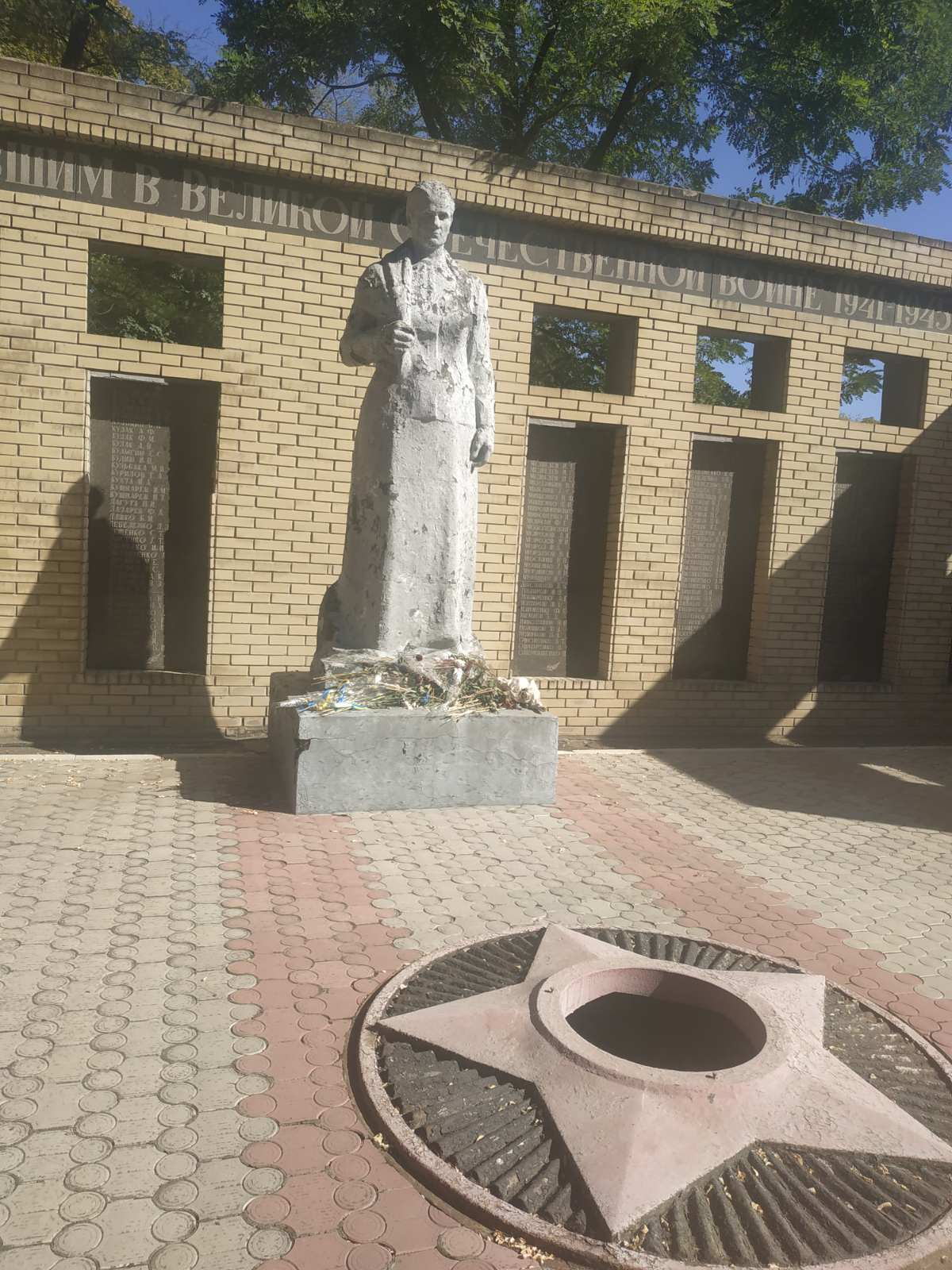
Monument aux morts de la Grande Guerre patriotique.
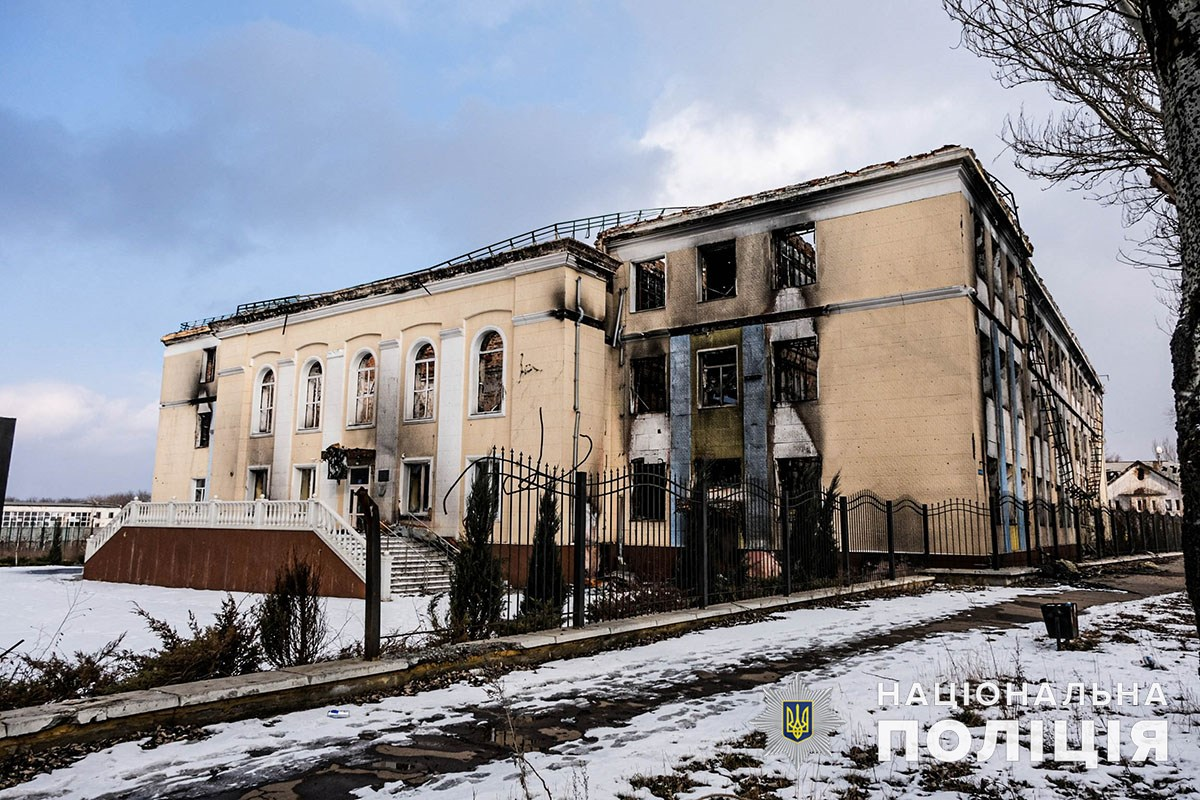
L'école n°2 en février 2023.